# Bo Hellman (läkare)
Bo Olof Alexander Hellman, född 19 juni 1930 i Mariestad, död 4 december 2023 i Uppsala, var en svensk läkare och professor.
Hellman var son till landskamreraren Erik Hellman och ämnesläraren Ingeborg Hedberg. Han tog studentexamen i Gävle 1949, blev medicine licentiat vid Uppsala universitet 1958, docent i histologi där 1959 och medicine doktor 1960. Han var amanuens och assistent på histologiska institutionen i Uppsala 1951–1959, innehade forskartjänst i experimentell diabetesforskning vid Statens medicinska forskningsråd 1963, blev prosektor i histolog i vid Karolinska Institutet 1964, professor i histologi vid Umeå universitet 1966, i anatomi vid Uppsala universitet 1976 och i histologi med cellbiologi vid Uppsala universitet 1982. Han författade skrifter i experimentell endokrinologi, speciellt diabetes. Hellman tilldelades 2001 det stora Fernströmpriset ("nordiska priset") tillsammans med Claes Hellerström "(f)ör deras banbrytande insatser inom diabetesforskningen".